# Craniophora divisa
Craniophora divisa är en fjärilsart som beskrevs av Moore 1888. Craniophora divisa ingår i släktet Craniophora och familjen nattflyn. Inga underarter finns listade i Catalogue of Life.